# Astoria (estudi de gravació)
Astoria és una casa flotant, adaptada pel seu propietari, el guitarrista de Pink Floyd David Gilmour, per a poder funcionar com a estudi de gravació. Està amarrada al riu Tàmesi, prop del palau de Hampton Court, a Londres. Gilmour va comprar el vaixel el 1986, perquè es "passava mitja vida en estudis de gravació sense finestres, sense llum. En un vaixell hi ha moltes finestres i unes vistes precioses".
El vaixell va ser construït el 1911 per l'empresari Fred Karno. El va dissenyar perquè hi cabés una orquestra de 90 músics a la coberta.
Diverses parts dels dos últims àlbums d'estudi de Pink Floyd, A Momentary Lapse of Reason i The Division Bell, es van gravar al vaixell, tal com també va fer Gilmour en el seu últim àlbum en solitari On an Island. També es va utilitzar per a mesclar els àlbums en directe de Pink Floyd Delicate Sound of Thunder i P•U•L•S•E, a més de la pel·lícula P•U•L•S•E, el DVD de Gilmour Remember That Night i el seu àlbum en directe de 2008, Live in Gdańsk.
Això no obstant, Bob Ezrin ha mencionat que l'estudi va provocar alguns problemes a l'hora de treballar els sons de guitarra per a A Momentary Lapse of Reason:
| «            | No es exactament un entorn enorme (...) Per això no podíem tenir els amplificadors al mateix habitacle en el que ens trobàvem nosaltres, amb la conseqüència d'haver d'usar amplificadors més petits. Però després de provar-los en algunes demos del projecte, vam trobar que realment ens agradava el so. Així que una Fender Princeton i un petit G&K es van converir en la columna vertebral del so de Dave en aquell disc. | » |
| — Bob Ezrin, | |   |